# Zločini nad Albancima u Balkanskim ratovima
Zločini nad Albancima tijekom Balkanskih ratova podrazumijevaju masovna pogubljenja, masakriranje civilnog stanovništva, etničko čišćenje, nasilno pokrštavanje, kao i progone na etničkoj i vjerskoj osnovi pripadnika albanske i muslimanske populacije od strane vojnih i policijskih snaga Kraljevine Srbije i Kraljevine Crne Gore tijekom i nakon završetka operacija u balkanskim ratovima.
O zločinima srpske i crnogorske vojske prilikom zaposjedanja albanskih naselja 1912. i 1913. godine izvještavao je europski, američki i srpski oporbeni tisak. Radi ispitivanja zločina Carnegiejeva zaklada za međunarodni mir je formirala posebnu komisiju koja je 1913. poslala na Balkan. Sumirajući situaciju u albanskim krajevima, članovi komisije zaključuju:
Broj žrtava u dijelu Kosovskog vilajeta pod srpskom kontrolom se u prvih nekoliko mjeseci procjenjivao na oko 25.000 ljudi. Najvišu procjenu broja žrtava tijekom 1912. i 1913. godine u svim albanskim krajevima pod srpskom kontrolom dao je Kosta Novaković, koji je procijenio, da je stradalo oko 120.000 Albanaca oba spola i svih uzrasta. Cilj zločina je bio da se srpski zahtjevi potpomognu "etničkim čišćenjem" i statističkom manipulacijom prije konferencije velikih sila koja će utvrditi nove granice. Srpska vlada je većinu izvještaja o ratnim zločinima dočekala službenim poricanjem. I neki kasniji srpski autori navedene podatke o ratnim zločinima svode na "austrougarsku propagandu", koja je "širila glasove o navodnim zvjerstvima srpske vojske u Albaniji i Makedoniji nad muslimanskim stanovništvom".
Događaji iz balkanskih ratova su uvelike doprinijeli narastanju srpsko-albanskog sukoba.

## Politička pozadina

### Srpska okupacija Albanije
Prvi balkanski rat zatekao je Albance kao naciju u borbi za vlastitu nacionalnu državu. Krajem 1912. godine, nakon što je Porta priznala autonomiju Albanije, susjedne balkanske države Srbija, Crna Gora i Grčka zajednički su napale Osmansko Carstvo i tijekom nekoliko mjeseci osvojile i međusobno podijelile gotovo sve osmanlijske teritorije naseljene Albancima. Kraljevina Srbija zauzela je najveći dio kopnene Albanije i veći dio albanske jadranske obale. Albanci su se protivili komadanju tih krajeva i u tom cilju su organizirali oružani otpor. 
Srpska okupacija Albanije trajala je od prosinca 1912. do 25. listopada 1913. godine. Pod jakim međunaronim pritiskom, balkanski susjedi su sredinom 1913. godine bili prinuđeni da se povuku s teritorija međunarodno priznate države Albanije, koja je obuhvatila tek oko polovinu albanskog etničkog teritorija, dok se veliki broj Albanaca našao u okviru Srbije, Crne Gore i Grčke.

### Albanska pobuna (1913.)
Nakon povlačenja srpske vojske i nastanka Kneževine Albanije, koja je obuhvatila tek oko polovinu albanskog etničkog teritorija, brojno albansko stanovništvo ostalo je izvan svoje matične države. Srbija je nakon aneksije Makedonije i Kosova, postavila nove granice između naselja stoljećima upućenih jedna na druge. Srpska vlada je, protivno dogovoru Londonske konferencije, zabranila dolazak stanovništvu iz Albanije na tržnice novopripojenim područjima, pod izgovorom učestalih napada u graničnom području. Ta blokada vrlo je otežala život pograničnom stanovništvu i dovela do povećane napetosti kod Albanaca.

## Vanjske poveznice
- (engl.) Izvještaj međunarodne komisije za ispitivanje uzroka i vođenja Balkanskih ratova
- (engl.) Lav Trocki, Iza kulisa Balkanskog rata  Arhivirana inačica izvorne stranice od 12. prosinca 2013. (Wayback Machine)
- (engl.) Kosta Novaković, Srbizacija i kolonizacija Kosova  Arhivirana inačica izvorne stranice od 25. prosinca 2013. (Wayback Machine)
- (engl.) Leo Frojndlih, Albanska golgota  Arhivirana inačica izvorne stranice od 31. svibnja 2012. (Wayback Machine) (izvještaji o zločinima nad Albancima iz europskog tiska)
- (engl.) Konzul fon Fajmrot, Izvještaj o situaciji u Skoplju i Kosovu nakon srpke invazije  Arhivirana inačica izvorne stranice od 8. listopada 2009. (Wayback Machine)
- (engl.) Nadbiskup Lazar Mjeda, Izvještaj o srpskom osvajanju Kosova i Makedonije  Arhivirana inačica izvorne stranice od 3. ožujka 2016. (Wayback Machine)
- (engl.) Zvanični izvještaj velikim silama o stradanjima u Debru  Arhivirana inačica izvorne stranice od 18. svibnja 2015. (Wayback Machine)
- (engl.) Isterivanja Albanaca i kolonizacija Kosova II  Arhivirana inačica izvorne stranice od 31. listopada 2006. (Wayback Machine) (Istorijski institut u Prištini)
- Dubravka Stojanović, U spirali zločina: balkanski ratovi
- Pismo Dimitrija Tucovića  Arhivirana inačica izvorne stranice od 12. ožujka 2021. (Wayback Machine)
- Likvidacija muslimanskih prvaka u Plavu  Arhivirana inačica izvorne stranice od 12. lipnja 2010. (Wayback Machine)